# جينيستا مبيضة
الجينيستا المبيضة (باللاتينية: Genista albida) نوع نباتي يتبع جنس الجينيستا من الفصيلة البقولية.

## الموئل والانتشار
موطنها بلاد الشام وتركيا واليونان ورومانيا وأوكرانيا وروسيا.